# Овраги села Чишмикиой
Геолого-палеонтологический памятник «Чишмикиойский овраг» находится в Республике Молдова, АТО Гагаузия, селе Чишмикиой. Эти уникальные овраги с биологическими обнажениями являются палеонтологическими памятниками Молдовы, где были найдены скелеты древних мамонтов, диких лошадей и древних обезьян. Мелкие млекопитающие из местонахождения Чишмикиой относятся к ногайской фазе развития таманского фаунистического комплекса эпохи плейстоцен. Площадь — 3 га. Высота над уровнем моря 50-70 м. Владелец земли — примэрия села Чишмикиой.

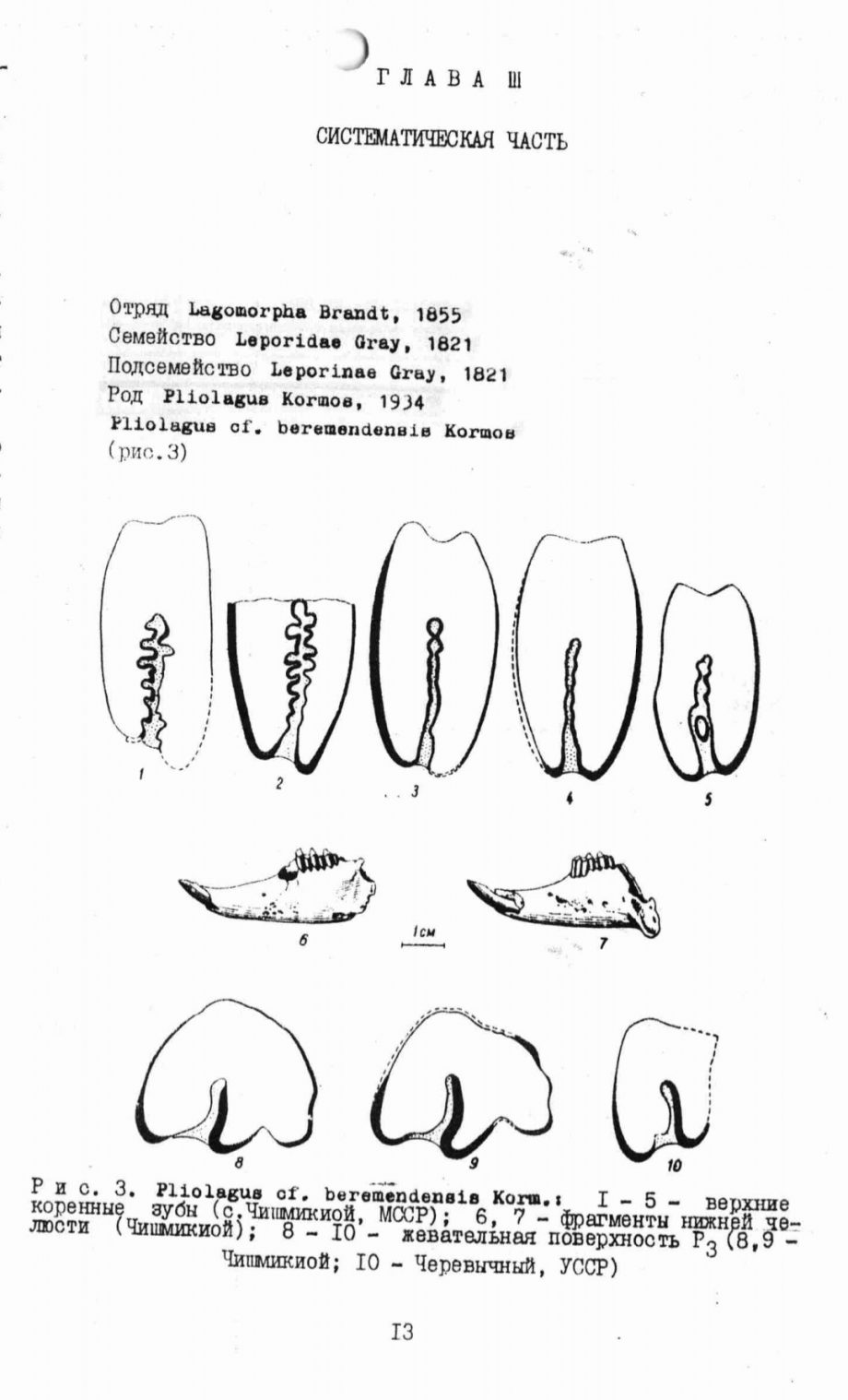
Позднеплиоценовая фауна млекопитающих чишмикиойского местонахождения

## История
Первое описание геолого-палеонтологического участка оврага села Чишмикиой было сделано российским геологом Н. А. Константиновой. Более детальные исследования были проведены К. И. Шушпановым  в 1970-1974 гг. Им была собрана и систематизирована обширная коллекция скелетных остатков позвоночных животных, в основном микромаммалий.

## Описание
Овраг отражает четвертичный период, который знаменует собой конец геологического периода. Четвертичный период начался около 1,6 млн лет назад и считается не завершённым. Кости с оврага относятся к неогеновому периоду, то есть ко времени появления мамонтов (20-22 млн.летдо н. э.). Неоген (23-2,5 млн.лет назад) — переходный период в кайнозойской эре, в течение которого было достигнуто современное состояние биологического мира на Земле. Этот период можно разделить на миоцен (23-5,3 млн лет назад) и последовавший за ним плиоцен. Поздний плейстоцен, включая последнее оледенение, является наиболее изученным периодом в истории Земли, благодаря детальности геологической и палеонтологической летописи, сохранившейся в морских, ледниковых, озёрных и пещерных отложениях.

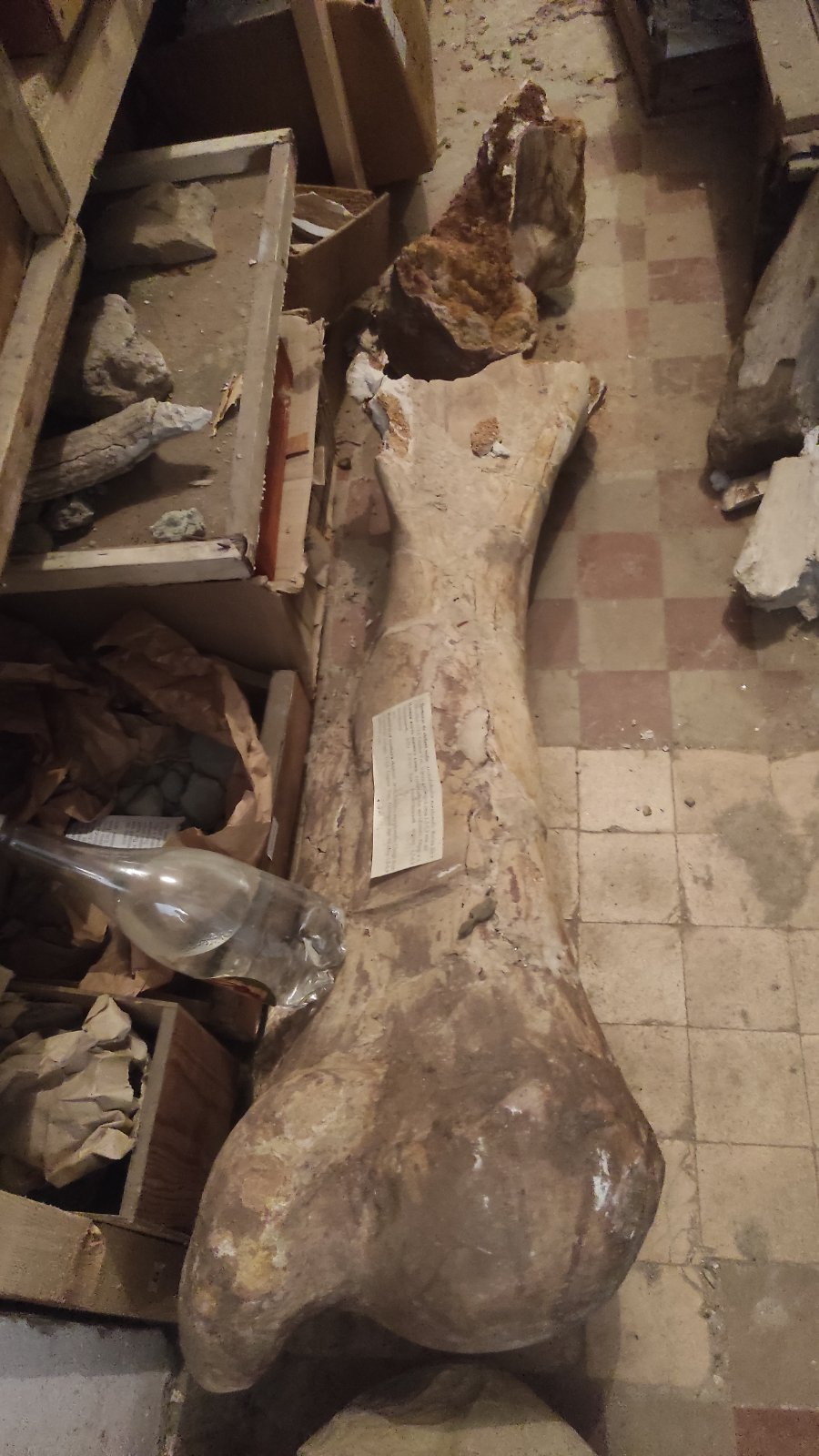
Плечевая кость Южного слона: Archidiscodon meridionalis. Геологический возраст: 1,5-0,9 миллионов лет

В овраге вскрыта верхняя часть киммерийской плиты, где были найдены типичные артефакты овернского мастодонта и других представителей фауны Руссильона. В 3,5 метров выше устья оврага обнаружен конгломерат, в котором найдена часть скелета южного мамонта — представителя плейстоценового 
(ледникового) периода.
На уровне 9,5 метров от начала оврага прослеживаются тёмно-жёлтые лёссовидные суглинки Миндерлисса (возраст 350—300 тыс. лет), под которыми залегают красные, красновато-рыжие массы глины Этулии (соседнее село Чишмикиоя). Эти линзы красной глины наблюдаются на нескольких уровнях суглинка толщиной 7 метров. Выше они сменяются светло-зелёными глинами, разбитыми вертикальными трещинами, заполненными известковым экстрактом.

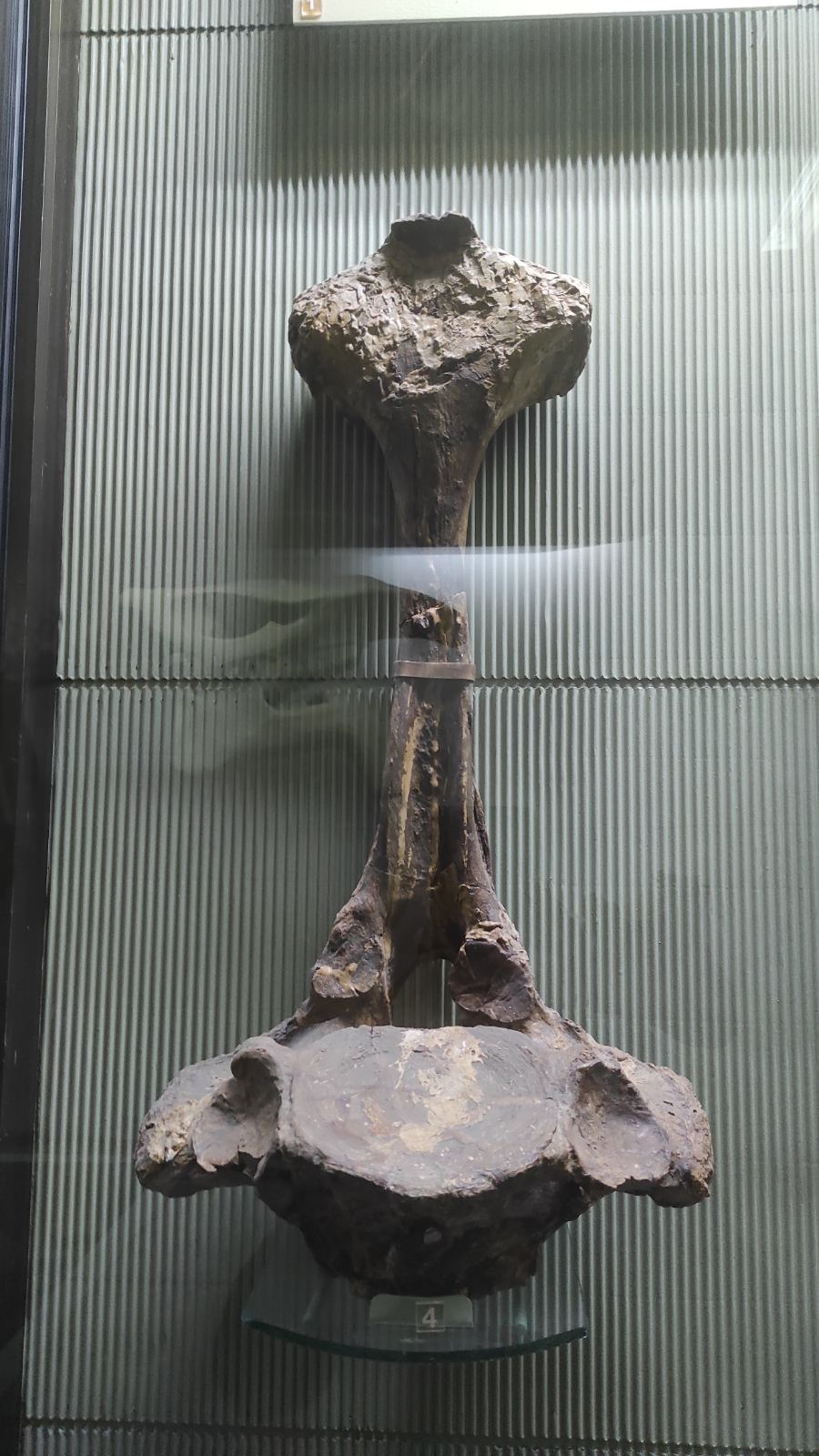
Позвонок Южного слона

## Научно-практическая значимость
Местонахождение «Оврагов Чишмикиоя» является единственным аллювиальным местонахождением, которое представляет 8-ю террасу реки Прут в Республике Молдова с фаунистическим комплексом, имеющим значительную научную ценность, признанную учёными разных стран.

## Значение
Месторождение представляет собой стратотип-стандарт 8-й террасы Прута и аллювиальных отложений. Палеонтологически оно подтверждается: богатая и разнообразная животная фауна позвоночных, с преобладанием микромаммалий и присутствием новых для науки видов и отведена в отдельный фаунистический комплекс.

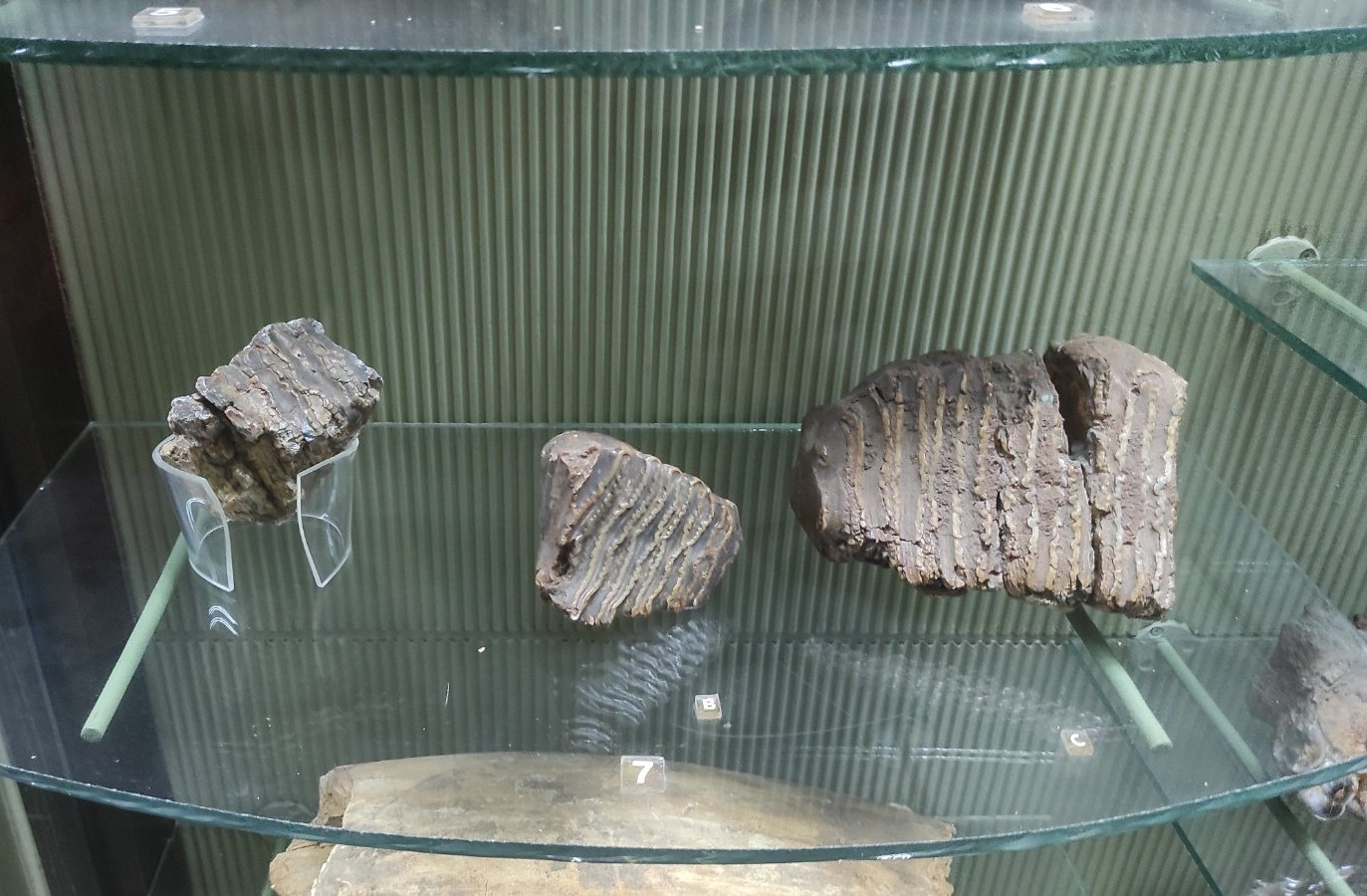
Зубы Южного слона

## Охраняемый статус
Постановлением Совета Министров ССР от 8 января 1975 г. № 5 объект взят под государственную охрану, а охранный статус подтверждён Законом от 25 февраля 1998 г. № 1538 «О фонде охраняемых природных территорий государством». Собственником памятника природы на момент опубликования Закона 1998 года являлось производственное объединение «Нерудпром», но со временем оно перешло на баланс примэрии села Чишмичиой.
Местонахождение оврагов Чишмичиой является эталонным стратотипом VIII террасы Нижнего Прута, а также таманских аллювиальных отложений Республики Молдова. Благодаря разнообразию фауны позвоночных и обнаружению здесь ряда новых видов, овраги Чишмикиой выделяются в отдельный фаунистический комплекс.
По ситуации на 2023 год на охраняемой территории нет информационного щита, её границы и площадь не уточнены. Сообщалось о незаконных действиях на охраняемой территории, таких как выпас домашнего скота, добыча строительных материалов и выброс мусора.

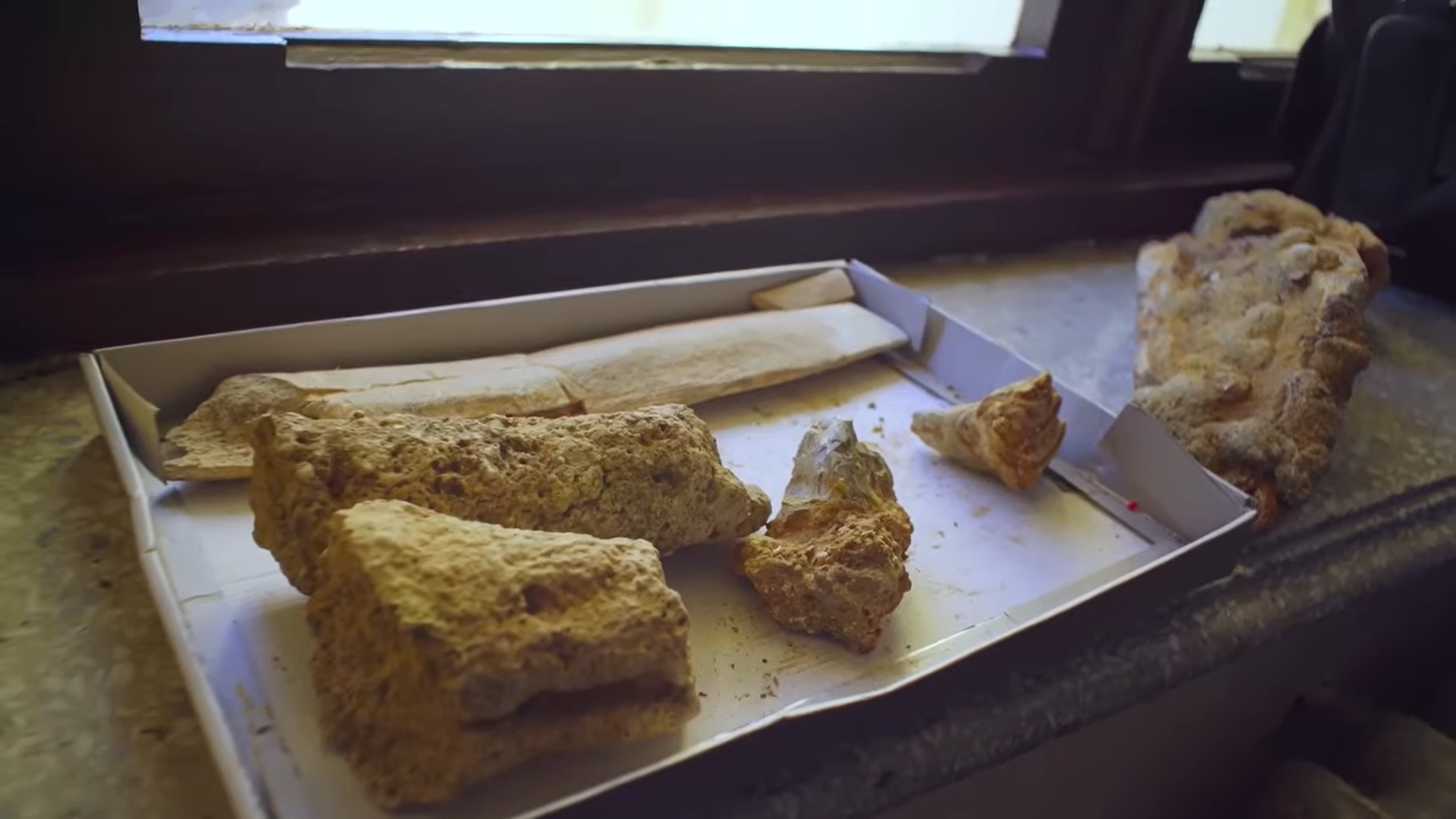
Фрагменты ребра, зуба и ноги Южного слона

## Где можно увидеть останки древних животных, найденные в с.Чишмикиой?
- Нижняя челюсть древнего слона хранится в ГИН (Институт геологии, г. Москва).
- Многие другие материалы хранятся в Институте зоологии в г. Кишинёв, ул. Академическая, 1 (Телецентр).
- Часть материалов хранится в Национальном музее этнографии и естественной истории г. Кишинёв, ул. Когалничяну, 82.
- Маленькие остатки можно найти в этнографическом уголке SIZINTICIK библиотеки села Чишмикиой